# Pulserande Metal
Pulserande Metal var en svensk vuxenserietidning. Den startade i juni 1984 – månaden efter Epix – och gavs ut varannan månad. Tidningen var utgiven enligt avtal med franska Métal Hurlant, pionjär inom franska vuxenserier. Hälftenägaren Leif Rahms död medförde dock att man bara hann ge ut fyra nummer, och sista numret distribuerades i december samma år.

## Historik

### Bakgrund
Utgivare och ansvarig redaktör var journalisten Karl G. Jönsson. Han och hustrun Eva Jönsson blev intresserade av en svensk utgåva av Métal Hurlant, en fransk SF-serietidning för vuxna läsare som då redan kommit i lokala versioner på engelska (Heavy Metal) och tyska (Schwermetall). Den argentinska (Fierro) var då också nära produktionsstart, och liknande tidningar hade grundats eller skulle snart utges i bland annat Spanien och Italien.

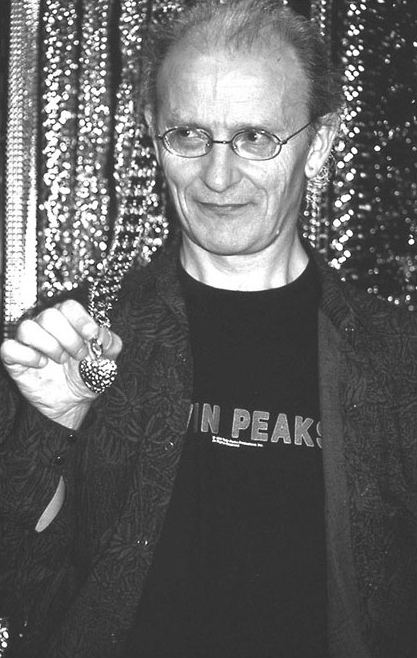
Serier av Mœbius fanns i alla fyra nummer.

Paret Jönsson besökte den franska redaktionen i Paris, där man förklarade att svenska Bonnierkoncernen hade de skandinaviska rättigheterna – men inte kommit sig för att göra något konkret åt saken. När konkreta besked utkrävdes från Bonniers, backade förlaget ur. De skandinaviska rättigheterna köptes då upp av Interpresse, Danmarks största serietidningsförlag. Därefter inledde Jönsson förhandlingar om att kunna dela på utgivningen – att Interpresse startade en dansk tidning (Total Metal) och att Jönsson fick lov att starta en svensk version. Dessutom ville Jönsson kunna välja materialet till den svenska tidningen själv, vilket Interpresse något överraskande gick med på.
Den svenska tidningen fick namnet Pulserande Metal, där logotypen skrevs med ett stort METAL enligt den franska förlagan (och PULSERANDE i liten stil överst). Den nya publikationen marknadsfördes som en tidning för rockgenerationen, och man publicerade förutom serier ur Métal Hurlant även nyheter och recensioner om litteratur, musik och film. Detta var också i linje med Métal Hurlant (och Heavy Metal) som också blandade serier med annat journalistiskt material.

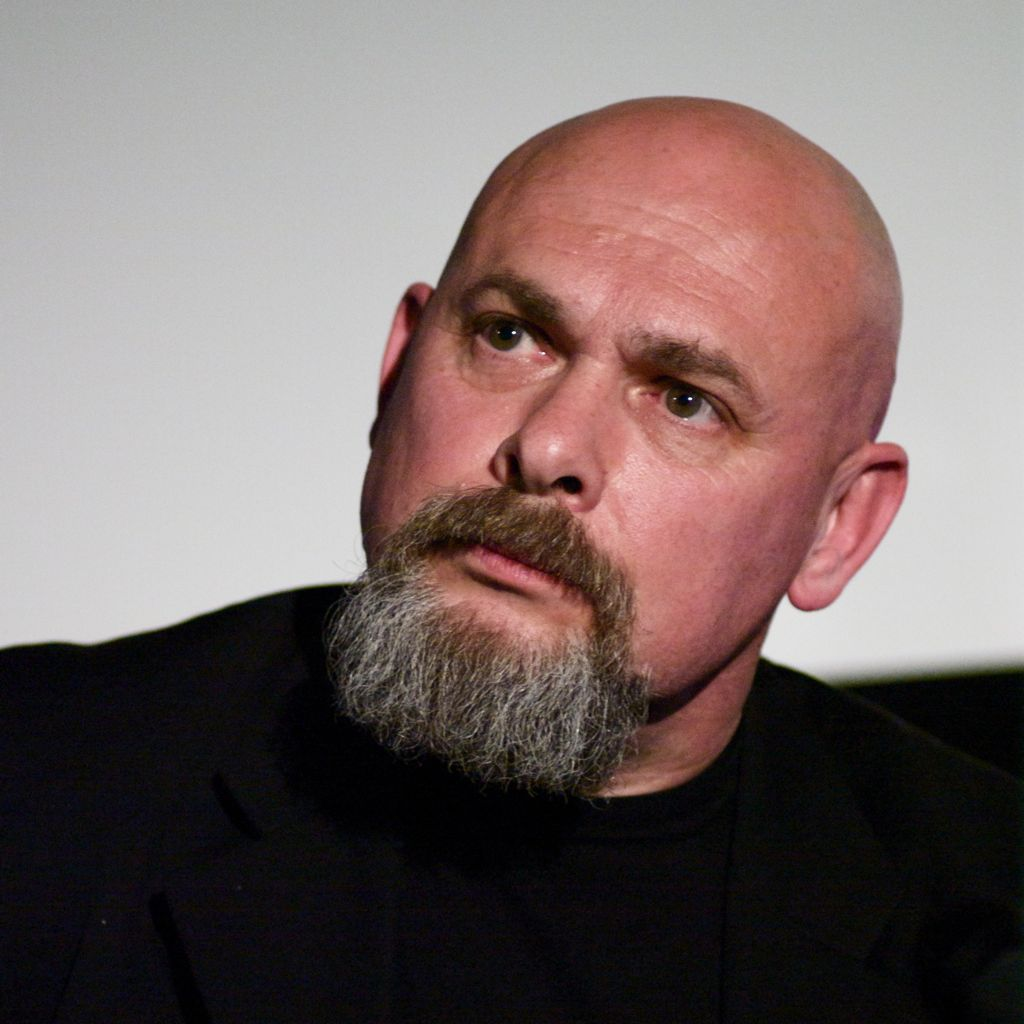
Marc Caro, sedermera mer känd som filmregissör, introducerades i nummer 2.

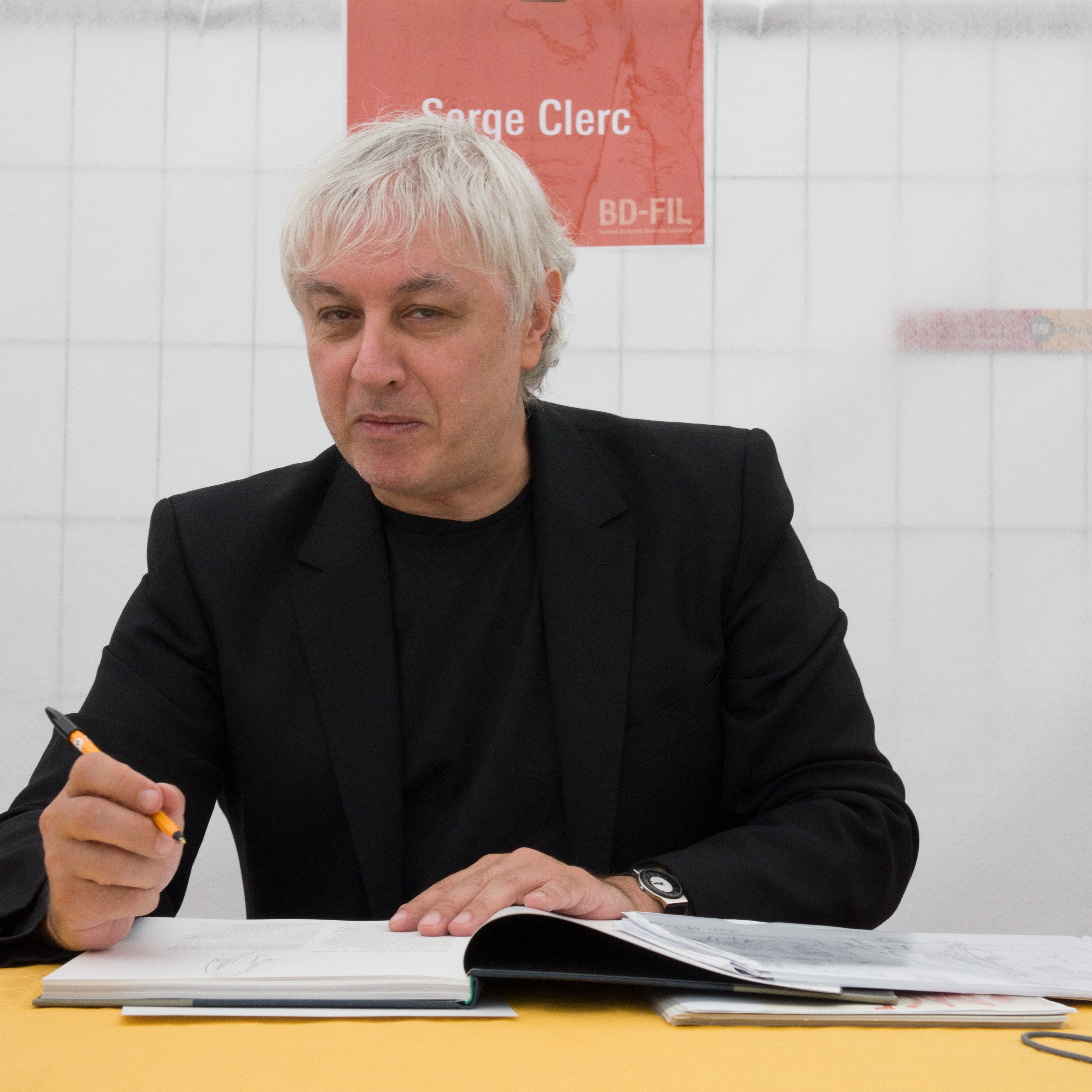
Serge Clerc syntes i tre av numren.

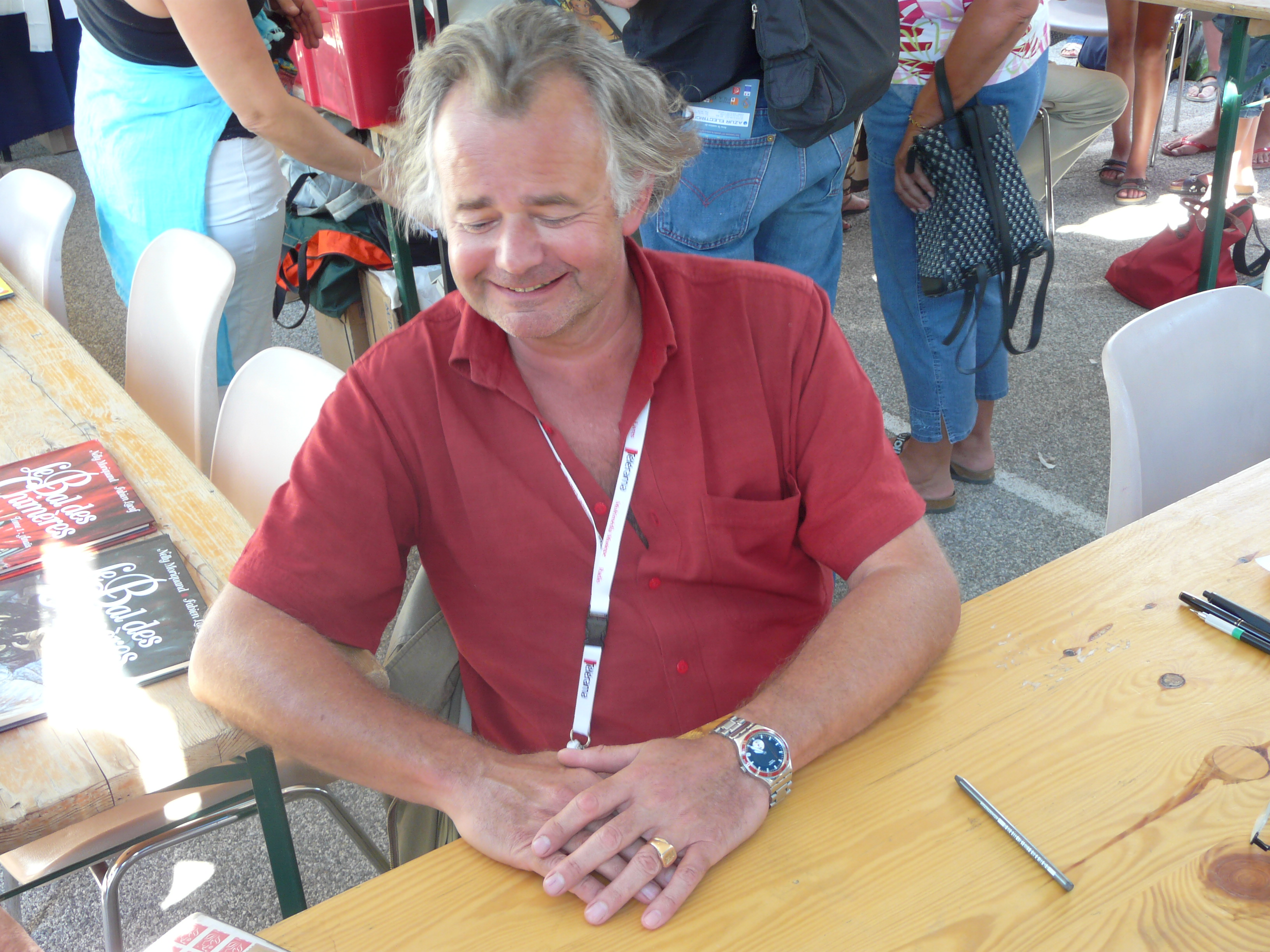
Jacques de Loustal publicerades under 1984 både i Pulserande Metal och Epix.

### Utgivning
Redaktör och ansvarig utgivare blev Karl G Jönsson, och tidningen kom att hälftenägas av tryckaren Leif Rahm (Rahms tryckeri i Lund). Första numret kom ut juni 1984 – månaden efter starten på Epix. Tidningen tryckte både i svart/vitt och färg (20 av 84 sidor var i färg), i det magasinsformat som Métal Hurlant-liknande efterföljare då gjort till "vuxenseriestandard". Textning och översättning sköttes till största delen av redaktionen själv.
Redaktionen för Pulserande Metal ville introducera en rad av de stora franska serieskaparna på den svenska seriemarknaden. Dessutom hade man ambitionen att presentera intressanta namn ur en ny generation svenska serietecknare.

### Nedläggning
Pulserande Metal fick dock en kort levnad. Hältenägaren Rahm avled i slutet av 1984, vilket kullkastade utgivningsplanerna. Det planerade nummer fem (1/85) hann därför aldrig i tryck. Den danska systertidningen Total Metal fortsatte dock utgivningen ett antal år till (1986; totalt 12 nummer), liksom Epix och ett antal andra nystartade tidningar från samma förlag. 1986 startade Horst Schröder bland annat Tung Metall, sedan man kunnat införskaffa utgivningsrättigheterna till Métal Hurlant-editioner på den svenska marknaden.
Vid denna tid gjorde fler förlag försök att muta in varsin del i den nya svenska marknaden för serier för vuxna. ETC hade något år tidigare lanserat sin Crack, och 1985 startades både Elitserien (ett nummer) och Comet (tre nummer, utgiven av Semic Press). Satirtidningen Etikett gavs ut i ett nummer på Semic Press, innan projektet las ner och redaktionen startade eget (se vidare Pandora Press).
Enligt uppgift sålde de utgivna numren av Pulserande Metal sämre än redaktionens förhoppningar men mer än andras gissningar inom branschen.
Karl G. Jönsson själv fortsatte som journalist, bland annat på Sydsvenska Dagbladet (sedan 1985). Han var också under några år ledamot av Statens kulturråds seriestödsgrupp. Eva Jönsson fortsatte som journalist och blev sedermera pr-ansvarig på Malmö stadsbibliotek.

## Publicerade serieskapare (urval)
I de fyra utgivna numren syntes ett stort antal serieskapare från Frankrike och enstaka namn från andra länder. Här listas de återkommande namnen.
| Nº     | Publi- ceringar | Land och namn      | Serieexempel                            |
| ------ | --------------- | ------------------ | --------------------------------------- |
| 1–4    | 4               | Mœbius             | The Long Tomorrow                       |
| 1–3    | 3               | Marc Caro          | Billy Brakko                            |
| 1–3    | 3               | Serge Clerc        | Please Don't Go                         |
| 1–4    | 4               | Yves Chaland       | Från drömfabrikerna, Bob Memory, Albert |
| 1–2, 4 | 3               | Nicole Claveloux   | Den lilla bruttan och drömprinsen       |
| 2, 4   | 2               | Jacques de Loustal | Sandmannen                              |
| 2–4    | 3               | Chantal Montellier | 1996                                    |

Notabla bidrag i övrigt:
- Triss i ess av François Schuiten/Benoît Peeters (1/84, debut på svenska?)
- Själavandring på Hypérion av René Pétillon (2/84, en av få publiceringar på svenska)
- Ray Banana av Ted Benoît (2/84, debut på svenska?)
- Åter till naturen av Jean-Claude Mézières (2/82)
- Utanför ramarna, bildsvit av Petter Zennström (3/84)
- Fruktan för en sloan med blå ögon av Jacques Tardi (3/84)
- Allt är bra av Michel Crespin (3/84, en av Crespins mycket få publiceringar på svenska)
- Crux universalis av Enki Bilal (3/84)
- Time Out av Stefan Nagy/Bo Alvarsson (4/84, första svenska seriebidraget i tidningen)
- Julplaneten av Frank Margerin (4/84, debut på svenska?)

### Nummer 5
Det femte numret av tidningen nådde aldrig längre än till dummystadiet. Förutom serier av flera av ovanstående serieskapare innehöll dummyn material av Francis Masse, Kent, J.F. Bournazel, Dank, Rickard Lagervall och Richard Corben. Dessutom presenterades både Serge Clerc och den nya persondatorn Macintosh; redaktören bidrog själv med en kort tecknad serie gjord på Mac.

## Källhänvisningar
1. 1 2 3  Libris. KB.se. Läst 23 september 2014.
2. ↑  Jönsson, Karl G (2014-09-23): Facebook-inlägg. Facebook.com. Läst 23 september 2014.
3. ↑  "Zweedse uitgaven / Sweden". Loustal.nl. Läst 23 september 2014. (nederländska)
4. ↑  Jönsson, Karl G (2014-09-23): Facebook-inlägg. Facebook.com. Läst 23 september 2014.
5. ↑  Jönsson, Karl G (2014-09-23): Facebook-inlägg. Facebook.com. Läst 23 september 2014.
6. ↑  Klein, Roger: "Seriernas fantastiska världar". Linköpings Science Fiction-Förening. Läst 2012-08-14.
7. ↑  Jönsson, Karl G: Facebook-inlägg. Facebook.com. Läst 23 september 2014.
8. ↑  "Kontakta oss". Malmo.se. Läst 23 september 2014.
9. ↑  "Pulserande metal #1/1984". Comics.org. Läst 23 september 2014. (engelska)
10. ↑  "Pulserande metal #2/1984". Comics.org. Läst 23 september 2014. (engelska)
11. ↑  "Pulserande metal #3/1984". Comics.org. Läst 23 september 2014. (engelska)
12. ↑  "Pulserande metal #4/1984". Comics.org. Läst 23 september 2014. (engelska)
13. ↑  robotman: "Pulserande Metal". Arkiverad 2 maj 2015 hämtat från the Wayback Machine. Koti.mbnet.fi. Läst 23 september 2014. (finska)
14. ↑  Jönsson, Karl G (2014-09-24): Facebook-meddelande. Facebook.com. Läst 24 september 2014.